# Верхня Германія
49°09′ пн. ш. 7°41′ сх. д. / 49.15° пн. ш. 7.69° сх. д.
Верхня Германія (лат. Germania Superior) — провінція Римської імперії з центром у лат. Moguntiacum (тепер Майнц) та включала в себе сучасні області західної Швейцарії, французькі області Юра і Ельзасу і південно-західну Німеччину. Важливі міста були Безансон (лат. Bisontio), Страсбург (лат. Argentoratum), Вісбаден (лат. Aquae Mattiacae).
Провінція на лівому березі річки Рейн попадає під римський контроль під час походів Октавіана Августа у 12/13 роках і остаточно формується у 90 році як лат. exercitus superior — провінція з військовим управлінням. У 2 столітті із просуванням кордону (Лімес) на схід провінція займає площу 93500 км2 і належить до середніх по величині провінцій в імперії.

### Римське керівництво
- Луцій Антістій Вет (56)
- Луцій Вергіній Руф (64)
- Гней Пінарій Корнелій Клемент (72-75)
- Луцій Антоній Сатурнін (87-88 — 88-89)
- Траян (91-96)
- Луцій Юлій Урс Сервіан (97-98)
- Тіберій Клавдій Квартін (133/134-134/135)
- Тит Цезерній Стаціан Меммій Макрін (149—150 — 152?)
- Гай Попілій Кар Педон (152—155)
- Луцій Дазумій Туллій Туск (155—158)
- Секст Кальпурній Агрікола (158-?)
- Гай Ауфідій Вікторін (162—166)
- Гай Веттій Сабініан Юлій Хоспет (173—174)
- Церелій Пріск (174—177)
- Публій Корнелій Ануллін (177—180)
- Гай Цезоній Макр Руфініан (200—203)
- Квінт Айацій Модест Кресцентіан (206—209)
- Секст Кацій Клементин Присцилліан (231)
- Децій (232—235)